# Jos Hermens
Josephus Maria Melchior Hermens, detto Jos (Nimega, 8 gennaio 1950), è un ex mezzofondista olandese.

## Biografia
Nella Coppa del mondo 1977 vinse la medaglia di bronzo nei 10000 m piani. Nei 5000 m piani è stato per tre volte campione nazionale.

## Altre competizioni internazionali
1972
- Oro alla Warandeloop ( Tilburg)

1974
- 16º alla Corrida Internacional de São Silvestre ( San Paolo), 8,4 km - 25'04"

1975
- Oro alla Corrida de Houilles ( Houilles), 9 km - 25'03"

1976
- Bronzo alla Corrida de Houilles ( Houilles), 9 km - 26'41"

1977
- Bronzo in Coppa del mondo ( Düsseldorf), 10000 m piani - 28'35"0 m
- 6º alla Stramilano ( Milano) - 1h05'56"
- 5º al Challenge Aycaguer ( Lione) - 31'51"